# Luciano Taccone
Luciano Taccone (29 de maio de 1989) é um triatleta profissional argentino.

## Carreira

### Rio 2016
Luciano Taccone competiu na Rio 2016, ficando em 48º lugar com o tempo de 1:55.30.